# Karadżica (pasmo)

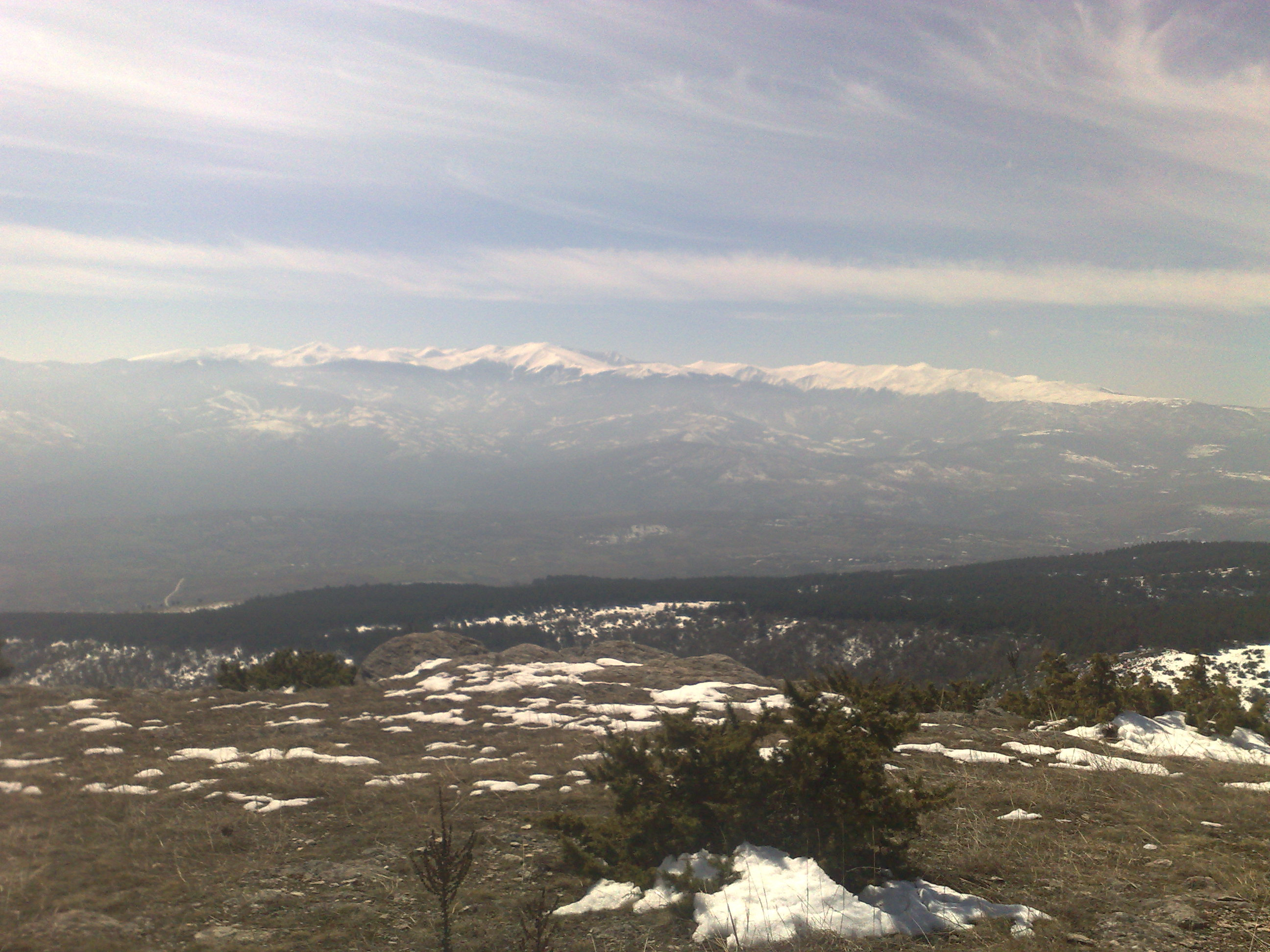
Widok na Karadżicę z Wodna wczesną wiosną

Karadżica (maced. Караџица) – pasmo górskie w Macedonii Północnej, które obejmuje zachodnią część masywu Jakupica i ciągnie się w kierunku z pd.-wsch. na pn.-zach. Na północny zachód przechodzi w Suwą Gorę. Zachodnia strona gór wyróżnia się stromiznami i wysokimi odcinkami, które prawie pionowo opadają do kanionu Treski. Najwyższymi szczytami są Karadżica (2473 m), Popowo (2380 m) i Ubawa (2350 m). Pasmo zbudowane jest z wapieni, przez co jest w całości krasowe, bez powierzchniowych cieków wodnych, za to z licznymi zjawiskami krasowymi. Z powierzchniowych zjawisk krasowych widoczne są przede wszystkim leje krasowe. Pasmo nosi ślady zlodowacenia plejstoceńskiego. Z Karadżicy wypływa Markowa reka, o długości 30 km.